# Sanja Ajanović Hovnik
Sanja Ajanović Hovnik, slovenska političarka, * 14. julij 1977, Ljubljana.
Bila ministrica za javno upravo Republike Slovenije v vladi Roberta Goloba. 6. oktobra 2023 je odstopila s položaja.

## Izobraževanje
Obiskovala je Fakulteto za upravo v Ljubljani, kjer je diplomirala optimizacije delovnih procesov v državni upravi ter kasneje tudi magistrirala. Trenutno je doktorska kandidatka na področju ekonomike nacionalnih politik.

## Kariera
Od leta 2008 deluje kot javna uslužbenka. Med letoma 2015 in 2018 je delovala kot sekretarka poslanske skupine Stranke Alenke Bratušek v državnem zboru. Leta 2018 je postala sekretarka Zagovornika načela enakosti, leta 2019 pa namestnica direktorja v Službi Vlade Republike Slovenije za razvoj in evropsko kohezijsko politiko, kjer je bila odgovorna za področje evropskega teritorialnega sodelovanja. Od maja 2020 je zaposlena na Agenciji za kmetijske trge in razvoj podeželja. Je članica Gibanja Svoboda, kjer vodi programski odbor stranke. Z možem sta tudi ena največjih finančnih donatorjev stranki.

### Ministrica za javno upravo
Od 1. junija 2022 do oktobra 2023 je delovala kot ministrica za javno upravo v 15. slovenski vladi. Na zaslišanju, ki je potekalo 30. maja, je kot prve poteze izpostavila imenovanje vladne pogajalske skupine za prenovo plačnega sistema ter začetek pogajanj s sindikati. Po odstopu Tatjane Bobnar je predsednik vlade 14. decembra 2022 sporočil, da bo začasno, do imenovanja novega ministra, vodenje ministrstva za notranje zadeve prevzela Sanja Ajanović Hovnik.
Konec septembra 2023 so mediji razkrili, da naj bi Inštitut za preučevanje enokosti spolov Maribor (IPES) na razpisu ministrstva za javno upravo prejel sredstva v višini 300.000 evrov. Direktorica inštituta in Sanja Ajanović Hovnik sta nekdanji poslovni partnerki v svetovalnem podjetju Smart center d.o.o., ki je bilo ustanovljeno leta 2020, med tremi soustanovitelji pa je bila tudi Sanja Ajanović Hovnik. Bila je polovična lastnica podjetja, svoj delež pa je po začetku ministrskega mandata, 15. junija 2022, prepisala na svojo mamo, upokojeno medicinsko sestro brez poslovnih izkušenj, o tem pa Komisije za preprečevanje korupcije ni obvestila. KPK je zato uvedla prekrškovni postopek, Sanja Ajanović Hovnik pa je lastništvo svoje mame prijavila junija 2023. Zadevo je označila za napako in se opravičila, predsednik vlade Robert Golob je ob tem sporočil, da ministrica uživa njegovo zaupanje.
Ob tem je bilo ugotovljeno tudi, da je Sanja Ajanović Hovnik na službeno pot v New York letela po precej visokih stroških, zakar je uvedla notranji nadzor na ministrstvo. Ministrica je na tiskovni konferenci 4. oktobra 2023 poudarila, da ima čisto vest in da ji predsednik vlade popolnoma zaupa. KPK v okviru predhodnega preizkusa ni mogla potrditi kršitve zakona o integriteti in preprečevanju korupcije, zato postopka v zvezi s potjo Sanje Ajanović Hovnik ni uvedla. KPK je zaznala korupcijska tveganja na sistemski ravni, zato je vladi izdala priporočila.
5. oktobra je bilo v oddaji Tarča na Televiziji Slovenija razkrito, da je ministrica z informacijami zavajala. Sodeč po objavljenih dokumentih je ministrica vedela, da se je inštitut njene prijateljice prijavil na razpis.  Naslednjega dne, 6. oktobra 2023 je Sanja Ajanović Hovnik nepreklicno odstopila s položaja. Dejala je, da je njena vest še vedno čista, a da odstopa, ker bi njeno vztrajanje škodovalo vladi, stranki, ministrstvu in posledično celotni državi. Funkcija ji je uradno prenehala v ponedeljek, 9. oktobra 2023, ko se je z odstopom seznanil Državni zbor. Kot vršilec dolžnosti je ministrstvo do imenovanja novega ministra prevzel finančni minister Klemen Boštjančič.

### Delo po ministrovanju
Zaradi svojega poznavanje kompleksnejših plačnih sistemov in njihove prenove je v začetku 2024 nastopila službo kot Vodja sektorja za pravne zadeve in kadre pri Slovenskih železnicah, kar velja za enega višjih poslovodnih položajev v družbi.